# 新宅よしみつ
新宅 よしみつ（しんたく よしみつ、1950年9月20日 - ）は、日本の漫画家。広島県呉市倉橋島出身。別名：新宅 善光（読みは同じ）。

## 略歴
高校を中退し、1967年に上京後、井上智に弟子入り。その後、久松文雄、梅本さちおのアシスタントを経て1972年、少年マガジン増刊号にて「闇に光る眼」でデビュー。後に永井豪のダイナミックプロでもアシスタントとして活動している。
2018年現在は画家としても活動しており、広島県呉市で絵画展を開いている。

## 作品リスト
- 逃がしの報酬（COM1968年9月号付属ぐらこん5）
- 闇に光る眼（少年マガジン増刊号  1972年）
- トリプルファイター（テレビマガジン 1972年 8月号-1973年1月号）
- アイアンキング（幼稚園 1972年-1973年）
- 流星人間ゾーン（テレビマガジン 1973年）
- 宇宙円盤大戦争（冒険王 1975年夏休み大増刊号）
- 鋼鉄ジーグ（原作：永井豪、たのしい幼稚園）
- マグネロボ ガ・キーン（たのしい幼稚園）
- 小さな巨人ミクロマン（冒険王）
- スーパータロム（テレビマガジン）
- 俺はチャレンジャー（少年つりマガジン）